# Cyclophora amata
Cyclophora amata là một loài bướm đêm trong họ Geometridae.